# إرنست باومان
إرنست باومان هو فنان ورسام سويسري، ولد في 17 أبريل 1909 في Wileroltigen ‏ في سويسرا، وتوفي في 9 يناير 1992 في بازل في سويسرا.